# Geometra cuneata
Geometra cuneata är en fjärilsart som beskrevs av Burrows 1905. Geometra cuneata ingår i släktet Geometra och familjen mätare. Inga underarter finns listade i Catalogue of Life.